# John Frederick Wiessner
John Frederick Wiessner (* 14. Dezember 1831 in Uehlfeld; † 1. Januar 1897 in Baltimore) war ein deutscher Brauer und Gründer der John F. Wiessner Brewing Company in Baltimore.

## Biographie
John Frederick Wiessner wurde als Sohn eines Brauers im bayerischen Uehlfeld geboren. Mit 22 Jahren emigrierte er in die USA und begann, als Braumeister in der George Rost Brewery in Baltimore zu arbeiten. Gemeinsam mit seinem Schwager schmiedete er den Plan, eine eigene Brauerei zu eröffnen. Um Kapital für die Gründung aufzutreiben, reiste er für ein Jahr zurück nach Bayern. 1863 kehrte er zurück und konnte  mit einem weiteren Kapitalzuschuss der Malzhändler Levi und Henry Strauss die John F. Wiessner Brewing Company an der 1700 North Gay Street eröffnen. An die Brauerei waren ein Wirtshaus und Biergarten angeschlossen.
Wiessner lebte fortan mit seiner Familie gegenüber der Brauerei. Im verhältnismäßig großen Familienhaus beherbergte er auch etliche von ihm aus Deutschland angeworbene Brauereiarbeiter, wie es damals für amerikanische Brauereien durchaus üblich war. Wiessners Brauerei entwickelte sich in den kommenden Jahrzehnten erfolgreich auf dem lokalen Markt. 1891 nahm er seine Söhne John Jr., George F. und Henry F. in die Leitung des Unternehmens auf, welches in J. F. Wiessner & Sons Brewing Company umfirmiert wurde.
Wiessner starb 1897 in Baltimore. Er liegt auf dem Loudon Park Cemetery in Baltimore begraben. Das jährliche Produktionsvolumen der J. F. Wiessner & Sons Brewing Company war während seiner Tätigkeit als Präsident von 1.500 Barrel im Jahr 1863 auf 70.000 im Jahr 1899 angestiegen. Die Brauerei blieb noch bis 1921 in Betrieb, bevor sie mit dem Beginn der Prohibition geschlossen wurde. Erst nach der Prohibition wurde das Brauereigelände wieder von der American Malt Company als solches verwendet.
Die Hauptgebäude des Brauereikomplexes wurden 1973 in das National Register of Historic Places aufgenommen und 2009 komplett renoviert. Heute wird es von einer in Baltimore ansässigen Non-Profit-Organisation als Firmensitz verwendet.